# Anthrax austrinus
Anthrax austrinus är en tvåvingeart som beskrevs av Marston 1970. Anthrax austrinus ingår i släktet Anthrax och familjen svävflugor. Inga underarter finns listade i Catalogue of Life.